# Trilussa
Carlo Alberto Camillo Salustri, conocido por su seudónimo Trilussa (Roma, 26 de octubre de 1871 - 21 de diciembre de 1950) fue un poeta, periodista y escritor italiano.

## Biografía
Ya desde la adolescencia se destacó por cultivar el dialecto romanesco de la lengua italiana. Con 16 años concurrió al periódico Rugantino y solicitó la publicación de un poema dedicado a la invención de la imprenta. En sus últimos versos criticaba a la prensa contemporánea:

Così succedeva, caro patron Rocco,
che quando andavi nelle librerie
acquistavi un libro con cinque centesimi.

Mentre adesso ci sono tanti libri e giornali
fatti male che per cinque centesimi
dicono moltissime sciocchezze.
Cusì successe, caro patron Rocco,
Che quanno annavi ne le libbrerie
Te portavi via n' libbro c'un baijocco.

Mentre mo ce so' tante porcherie
De libri e de giornali che pe n' sordo
Dicono un frego de minchionerie.
Trilussa, L'invenzione della stampa

Zanazzo, director del periódico, accedió a publicar el texto, que se publicó el 30 de octubre de 1887 firmado Trilussa (acrónimo de Salustri). Con el apoyo de Edoardo Perino, editor del Rugantino, Trilussa publica una cincuentena de poemas y cuarenta prosas entre 1887 y 1889.

## Homenajes
En el barrio romano de Trastévere está homenajeado con el nombre de la plaza Trilussa.

## Selección de obras
- Stelle de Roma. Versi romaneschi (1889)
- Er Mago de Bborgo. Lunario pe' 'r 1890 (1890)
- Er Mago de Bborgo. Lunario pe' 'r 1891 (1891)
- Quaranta sonetti romaneschi (1894)
- Altri sonetti. Preceduti da una lettera di Isacco di David Spizzichino, strozzino (1898)
- Favole romanesche, Roma, Enrico Voghera, 1901.
- Caffè-concerto, Roma, Enrico Voghera, 1901.
- Er serrajo, Roma, Enrico Voghera, 1903.
- Sonetti romaneschi, Roma, Enrico Voghera, 1909.
- Nove poesie, Roma, Enrico Voghera, 1910.
- Roma nel 1911: l'Esposizione vista a volo di cornacchia: sestine umoristiche, Roma, Tip. V. Ferri e C., 1911.
- Le storie, Roma, Enrico Voghera, 1913.
- Ommini e bestie, Roma, Enrico Voghera, 1914.
- La vispa Teresa, Roma, Casa editrice M. Carra e C., di L. Bellini, 1917.
- ... A tozzi e bocconi: Poesie giovanili e disperse, Roma, Carra, 1918.
- Le finzioni della vita. , Rocca San Casciano, Licinio Cappelli, Editore, 1918.
- Lupi e agnelli, Roma, Enrico Voghera, 1919.
- Le cose, Roma-Milano, A. Mondadori, 1922.
- I sonetti, Milano, A. Mondadori, 1922.
- La Gente, Milano, A. Mondadori, 1927.
- Picchiabbò, ossia La moje der ciambellano: spupazzata dall'autore stesso, Roma, Edizioni d'arte Fauno, 1927.
- Libro n. 9, Milano, A. Mondadori, 1930.
- Evviva Trastevere: poesie, bozzetti, storia della festa de nojantri, varietà, Trilussa e altri, Roma, Casa edit. Autocultura, 1930.
- La porchetta bianca, Milano, A. Mondadori, 1930.
- Giove e le bestie, Milano, A. Mondadori, 1932.
- Cento favole, Milano, A. Mondadori, 1934.
- Libro muto, Milano, A. Mondadori, 1935.
- Le favole, Milano, A. Mondadori, 1935.
- Duecento sonetti, A. Milano, Mondadori, 1936.
- Sei favole di Trilussa: commentate da Guglielmo Guasta Veglia (Guasta), Bari, Tip. Laterza e Polo, 1937.
- Mamma primavera: favole di Trilussa: con commento di Guglielmo Guasta Veglia: disegni di Giobbe, Bari, Tip. Laterza e Polo, 1937.
- Lo specchio e altre poesie, Milano, A. Mondadori, 1938.
- La sincerità e altre fiabe nove e antiche, Milano, A. Mondadori, 1939.
- Acqua e vino, Roma, A. Mondadori (Tip. Operaia Romana), 1945.
- Le prose del Rugantino e del Don Chisciotte e altre prose, a cura di Anne-Christine Faitrop Porta, 2 voll., Roma, Salerno, 1992. ISBN 88-8402-105-7.